# Heartaches by the Number
«Heartaches by the Number» (укр. Серцевий біль чисельний) — популярна кантрі-пісня, написана Гарланом Говардом опублікована в 1959 році. Ноти для пісні стали бестселером як у США, так і у Великій Британії у січні 1960 року.

## Чарти

### Рей Прайс
| Чарти (1959)                       | Пікова позиція |
| ---------------------------------- | -------------- |
| U.S. Billboard Hot Country Singles | 2              |

### Ґай Мітчелл
| Чарти (1959)                    | Пікова позиція |
| ------------------------------- | -------------- |
| U.S. Billboard Hot 100          | 1              |
| U.K. Singles Charts             | 5              |
| U.S. Hot Rhythm & Blues Singles | 19             |
| Norway VG-Lista                 | 3              |
| German Singles Charts           | 2              |

### Чарти за весь час
| Чарти (1958 — 2018)  | Позиція |
| -------------------- | ------- |
| US Billboard Hot 100 | 407     |

### Джонні Тіллотсон
| Чарти (1965)             | Пікова позиція |
| ------------------------ | -------------- |
| U.S. Billboard Hot 100   | 35             |
| U.S. Easy Listening      | 4              |
| Canadian RPM Top Singles | 14             |

### Джек Рено
| Чарти (1972)                       | Пікова позиція |
| ---------------------------------- | -------------- |
| U.S. Billboard Hot Country Singles | 26             |